# Lago do Rei
Lago do Rei (em alemão: Königssee)[a] é um lago no sudeste da Baviera, no território de Berchtesgadener Land, pouco distante da comuna de Schönau am Königssee. De forma retangular, ele é cercado de altas montanhas como a Watzmann. Ao sul, encontra-se o lago Obersee, que é apenas uns poucos metros mais elevado. É localizado na Alemanha.

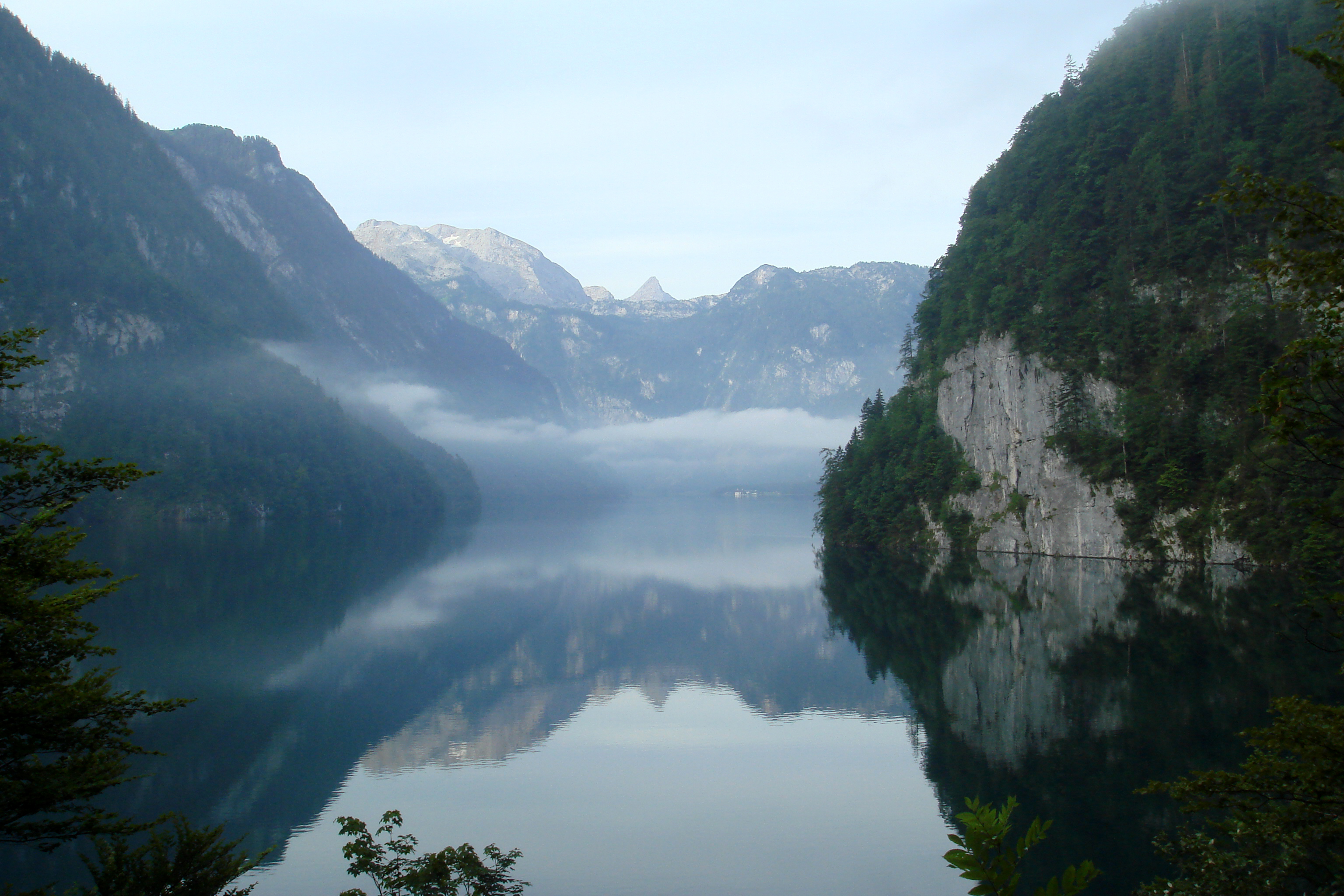
Malerwinkel
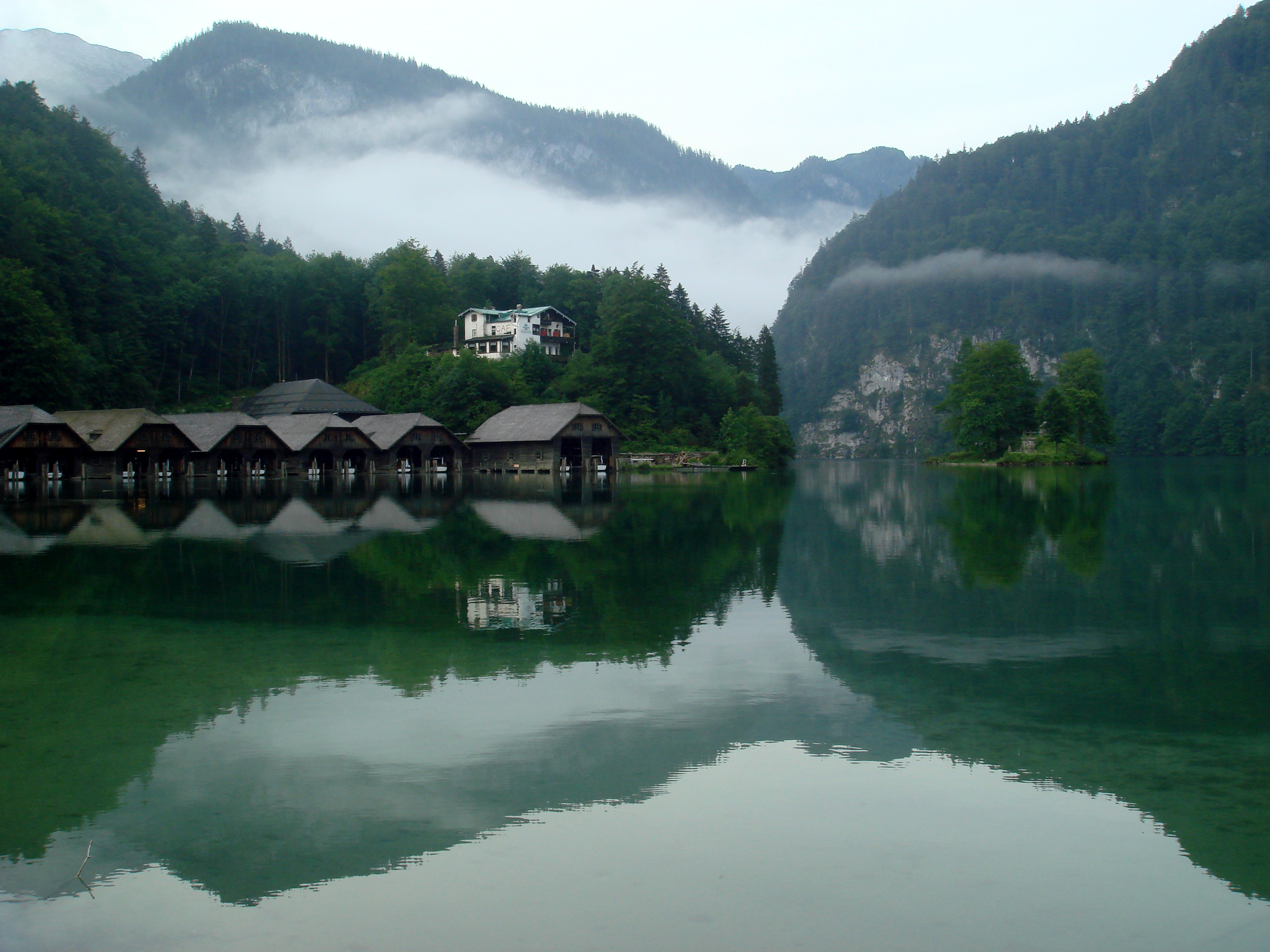
Schönau am Königssee
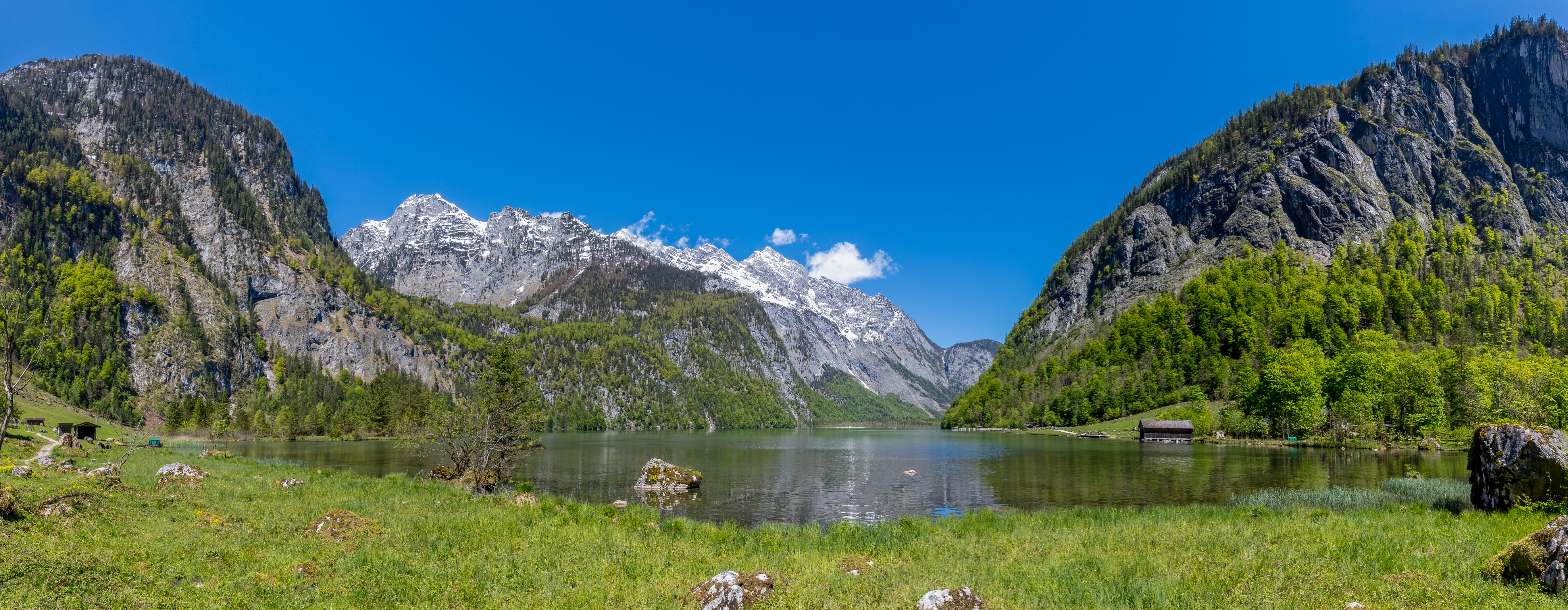
Vista do sul
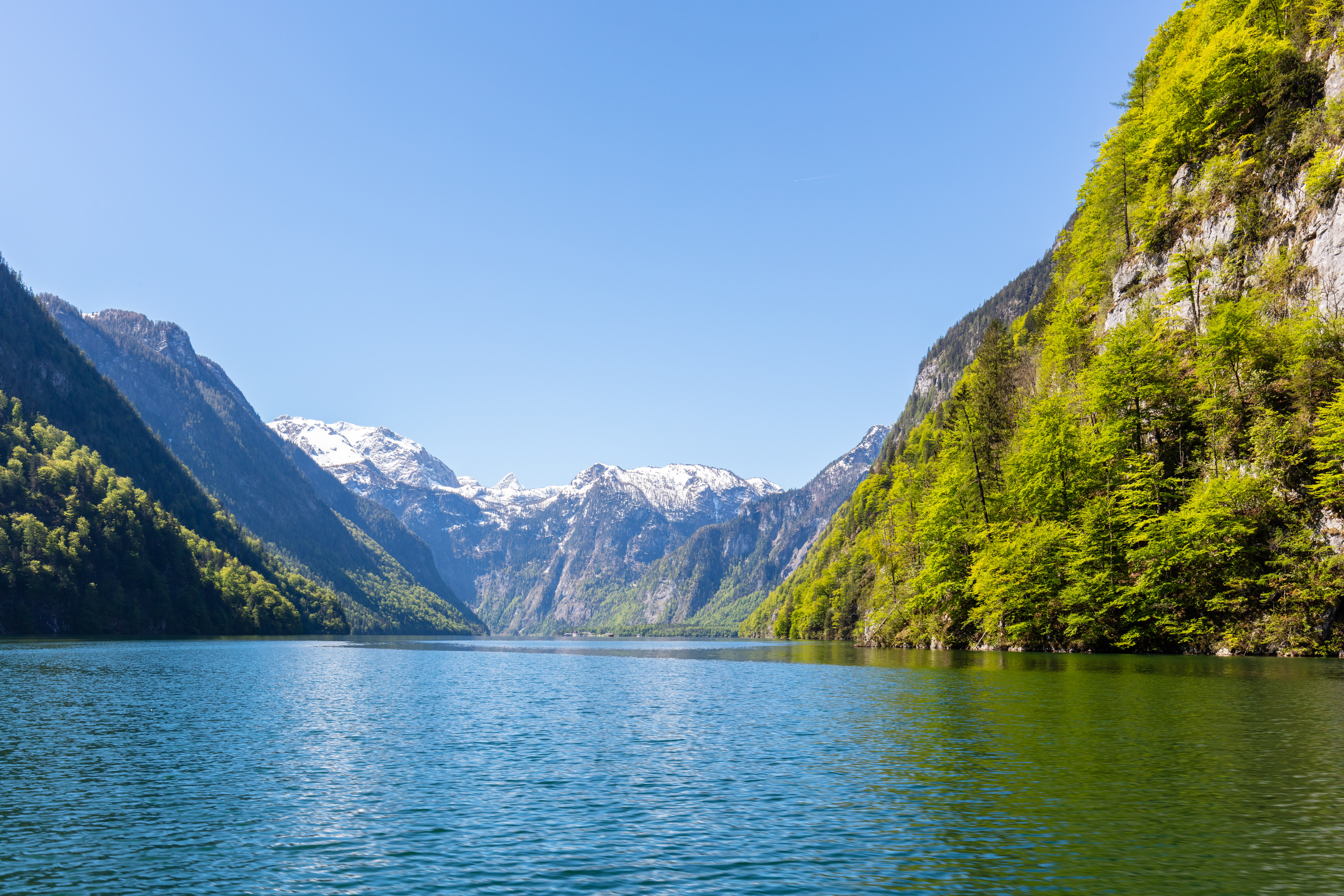
Vista do norte